# Провулок Володимира Тимошенка
Провулок Володимира Тимошенка — провулок в Мелітополі на Юрівці. Йде від Скіфської вулиці до Будівельної вулиці. Забудований приватними будинками.

## Назва
Провулок названий на честь Володимира Тимошенка, директора «Автокольорлиту» і Моторного заводу.
Поруч з провулком знаходиться однойменна вулиця Володимира Тимошенка, а в іншій частині міста, поруч з заводами якими керував Тимошенко, — площа Тимошенка.

## Історія
Провулок згадується 19 січня 1961 року як Пролетарський провулок.
В 2016 року в ході декомунізації перейменований на провулок Володимира Тимошенка.